# Songak-myeon
Songak-myeon (koreanska: 송악면)  är en socken i den centrala delen av Sydkorea, 100 km söder om huvudstaden Seoul.  Den ligger i kommunen Asan i provinsen Södra Chungcheong.